# زنده‌رود (مجله)
فصلنامه زنده رود با مشی فرهنگی، ادبی، تاریخی، در پاییز ۱۳۷۱ انتشار و تا شماره ۱۷ تداوم یافت. شماره ۱۸ پس از وقفه ۵ ساله در زمستان ۷۹ منتشر شد و تا این تاریخ (زمستان 1403) 78 شماره آن  چاپ و نشر یافته است. صاحب امتیاز و مدیر مسئول آن حسام الدین نبوی نژاد و نشریه زیر نظر شورای نویسندگان اداره می‌شود.
به‌طور معمول (به استثنای مواردی) هر شماره دارای بخش ویژه است. زنده رود نشریه ای سراسری است که مرکز فعالیت آن اصفهان است و در سراسر ایران توزیع می‌شود.
در بهار سال ۱۳۸۶ سی امین شب از شب‌های بخارا (مجله) به جشن ده سالگی فصلنامه زنده رود اصفهان اختصاص یافته است.

## اعضای اولیه
ابوالحسن نجفی ،جلیل دوستخواه، محمد کلباسی، احمد گلشیری، هوشنگ گلشیری، مجید نفیسی، حسام‌الدین نبوی‌نژاد، جواد فرخفال، ضیا موحد ،احمد میرعلایی، یونس تراکمه، شیروانی، احمد اخوت، کیوان قدرخواه، برهان‌الدین حسینی، علی خدایی و مهندس افراسیابی.
به گفته محمد حقوقی زنده رود ادامه جنگ اصفهان است.

## هیئت تحریریه
علی خدایی، محمدرحیم اخوت، احمد اخوت، محمدعلی موسوی، حسین مزاجی، فاطمه خانسالار، فرهاد کشوری، محمدحسین خسروپناه، بهرام فرهنگ، شاپور بهیان و آرزو مختاریان.
فهرست شماره های منتشر شده:
شماره 1: ویژه ایماژیسم
شماره 2-3: ویژه مدرنیسم
شماره 4-5: ویژه حماسه و اسطوره
شماره 6-7: ویژه صد سالگی سینما
شماره8-9: ویژه شعر
شماره 10-11: ویژه خاطره نویسی
شماره 12-13:  مجموعه مقالات
شماره 14-16: ویژه داستان کوتاه
شماره 17: مجموعه مقالات
شماره 18-19: ویژه بورخس، بدرودی دوباره
شماره 20-21: ویژه نسل سوم داستان نویسان آمریکا
شماره 22: ویژه اسطوره و نماد ها
شماره 23-24: ویژه نوشتن درباره خود
شماره 25-26: ویژه داستان
شماره 27: ویژه ترجمه
شماره 28-29: ویژه استعاره
شماره 30-31: ویژه مستعار
شماره 32:  مجموعه مقالات
شماره 33-34: ویژه نوشتن و مرگ
شماره 35-36: ویژه یادی از شاهرخ مسکوب
شماره 37-38: ویژه هزار و یک شب
شماره 39-40: ویژه پس ده سال
شماره 41-42: ویژه ادبیات دهه 40(1)
شماره 43-45: ویژه ادبیات دهه 40(2)
شماره 46-47: ویژه پرونده لوی برول
شماره 48: مجموعه مقالات
شماره 49: ویژه عشق و رومانس
شماره 50: ویژه سفر در ادبیات
شماره 51: ویژه داستان
شماره 52: ویژه رئالیسم سوسیالیستی
شماره 53: ویژه شهرهای داستانی
شماره 54: ویژه داستان
شماره 55: مجموعه مقالات
شماره 56: ویژه ادبیات دوره پهلوی اول
شماره 57: ویژه یادداشت های روزانه